# Johnny Hallyday 31 oct. / 13 déc. 1962 Live in Paris (Olympia)
Lives par Johnny Hallyday
Johnny Hallyday 31 oct. / 13 déc. 1962 Live in Paris est un CD qui compile 15 chansons enregistrées en public par Johnny Hallyday, en octobre et décembre 1962, à l'Olympia. Resté alors inédite au disque, cette captation sort le 2 mars 2015.

## Histoire
Johnny Hallyday du 25 octobre au 12 novembre 1962, donne 31 représentations à l'Olympia de Paris, où il se produit par la deuxième fois.
La séance du 13 décembre est donnée à l'occasion d'un arbre de noël, où il chante devant trois mille enfants, lors du 7e anniversaire du disque du monde entier.

## Autour de l'album
Référence originale : FA 5489
L'album sort dans le cadre de la Collection des grands concerts parisiens, dirigée par Michel Brillié et Gilles Pétard.
La chanson Nous quand on s'embrasse (1961, album Salut les copains), est totalement inédite en version live.

## Titres
Nota :
- Titres 1 à 10 enregistrés à l'Olympia de Paris le 31 octobre 1962
- titres 11 à 15 enregistrés à l'Olympia le 13 décembre 1962
- La chanson Souvenirs, Souvenirs couplée en medley avec 24000 baisers, n'est pas crédité sur le livret pas plus qu'au verso de la pochette.

| 1.  | Elle est terrible (Somethin'else)                                 | Jil et Jan (adaptation)                          | Eddie Cochran                                                           | 1:57 |
| 2.  | L'Idole des jeunes (Teenage Idol)                                 | Ralph Bernet (adaptation)                        | Sam M Lewis                                                             | 2:39 |
| 3.  | C'est une fille comme toi                                         | Nicolas Perrou, Noël Roux                        | Georges Garvarentz                                                      | 1:44 |
| 4.  | Dans un jardin d'amour (Garden of Love)                           | Jil et Jan (adaptation)                          | Gene Pitney                                                             | 2:26 |
| 5.  | Pas cette chanson (Don't Play That Song)                          | Ralph Bernet (adaptation)                        | Ahmed Ertergun, Betty King                                              | 2:35 |
| 6.  | Retiens la nuit                                                   | Charles Aznavour                                 | Georges Garvarentz                                                      | 3:23 |
| 7.  | (présentation des musiciens)                                      |                                                  |                                                                         | 1:02 |
| 8.  | Hey Baby (Hey ! Baby)                                             | Maurice Tézé (adaptation)                        | Margaret Cobb, Bruce Channel                                            | 2:17 |
| 9.  | Tout bas, tous bas, tous bas (Apron Strings)                      | Georges Garvarentz, Clément Nicolas (adaptation) | Georges David Weiss, Aaron Harold Schroeder                             | 2:47 |
| 10. | I Got a Woman                                                     | Ray Charles                                      | Ray Charles                                                             | 5:53 |
| 11. | Je cherche une fille - Laisse les filles, Kili Watch (Kili Watch) | Jil et Jan (les 3 - Kili Watch adaptation)       | Johnny Hallyday (Je cherche une fille et Laisse les filles) - Gus Dersé | 2:04 |
| 12. | 24 000 baisers - Souvenirs, souvenirs (24 000 bacchi - Souvenirs) | Fernand Bonifay (adaptation, les 2)              | Lucio Fulci, Piero Vivarelli, Adriano Celentano - Cy Coben (en)         | 2:18 |
| 13. | Laissez-nous twister (Twistin' the Night Away)                    | André Pascal (adaptation)                        | Sam Cooke                                                               | 2:40 |
| 14. | Nous quand on s'embrasse (High School Confidential)               | Jil et Jan (adaptation)                          | Jerry Lee Lewis, Ron Hargrave                                           | 2:50 |
| 15. | L'Idole des jeunes (Teenage Idol)                                 | Ralph Bernet (adaptation)                        | Sam M Lewis                                                             | 2:53 |

## Musiciens
The Golden Stars (orchestre de Johnny Hallyday)
- Louis Belloni : batteries
- Marc Hemmler : piano électrique, orgue
- Jean Tosan : saxophone ténor
- Claude Djaoui : guitare solo
- Antonio Rubio : basse

orchestre de l'Olympia, sous la direction de Daniel Janin